# Codice Guóbiāo
Il codice Guóbiāo (国家标准码) appartiene alla famiglia di standard Guóbiāo della Repubblica Popolare Cinese, emessi dalle autorità che rappresentano in Cina l'ISO e la IEC.
Il codice definisce il sistema di codifica standard usato per rappresentare in forma numerica (digitale) gli ideogrammi del cinese semplificato.
Questa codifica viene impiegata in Cina e a Singapore.
Le nazioni del Sud-est asiatico che usano il cinese tradizionale (per esempio Taiwan e Hong Kong) fanno riferimento alla codifica Big5.